# Rupicola (Ericaceae)
Rupicola  es un género con cinco especies de plantas de flores perteneciente a la familia Ericaceae. 

## Especies seleccionadas
- Rupicola apiculata
- Rupicola ciliata
- Rupicola decumbens
- Rupicola gnidioides
- Rupicola sprengelioides